# Marzena Sienkiewicz
Marzena Sienkiewicz (ur. 29 sierpnia 1975 w Gdyni) – polska dziennikarka, prezenterka pogody i aktorka epizodyczna.

## Życiorys
Karierę zaczęła w gdańskim oddziale TVP. Następnie pracowała jako producent i prezenterka pogody w stacjach TVN, od stycznia 2004 w TVN Meteo, a od sierpnia 2004 w TVN24. Po przejściu do Telewizji Polskiej w styczniu 2005 pracowała najpierw w TVP3, a od maja 2006 w TVP2. Prawie codziennie w Pytaniu na śniadanie opowiada o pogodzie. O pogodzie informuje również w Panoramie.
Została nominowana do Telekamery 2010 w kategorii prezenter pogody.
Od wiosny 2019 roku była prezenterką telewizyjną na kanale Mango 24.
Wystąpiła epizodycznie w kilku serialach np. "Gliniarze", "Ukryta Prawda", "Szkoła", "Sędzia Anna Maria Wesołowska", "Sekrety Rodziny".